# Red Willow megye
Red Willow megye az Amerikai Egyesült Államokban, azon belül Nebraska államban található. Megyeszékhelye és legnagyobb városa McCook. Lakosainak száma 10 702 fő (2020. április 1.). Red Willow megye Frontier, Decatur, Furnas, Hitchcock és Rawlins megyékkel határos.

## Népesség
A megye népességének változása:
| Lakosok száma | 11 052 | 11 003 | 10 994 | 11 006 | 10 829 | 10 702 |
|               | 2010   | 2011   | 2012   | 2013   | 2015   | 2020   |